# Такахара Наохіро
Такахара Наохіро (яп. 高原 直泰, нар. 4 червня 1979, Сідзуока) — японський футболіст.

## Виступи за збірну
2000 року дебютував в офіційних матчах у складі національної збірної Японії. Відтоді провів у формі головної команди країни 57 матчів.

## Статистика виступів
| Збірна Японії | Збірна Японії | Збірна Японії |
| Роки          | Ігри          | голи          |
| ------------- | ------------- | ------------- |
| 2000          | 11            | 8             |
| 2001          | 4             | 0             |
| 2002          | 4             | 1             |
| 2003          | 8             | 2             |
| 2004          | 5             | 1             |
| 2005          | 7             | 2             |
| 2006          | 5             | 3             |
| 2007          | 9             | 6             |
| 2008          | 4             | 0             |
| Усього        | 57            | 23            |

## Титули і досягнення
- Чемпіон Японії (2):

«Джубіло Івата»: 1999, 2002
- Володар Кубка Джей-ліги (1):

«Джубіло Івата»: 1998
- Володар Суперкубка Японії (1):

«Джубіло Івата»: 2000
- Клубний чемпіон Азії (1):

«Джубіло Івата»: 1998-99
- Володар Суперкубка Азії (1):

«Джубіло Івата»: 1999
- Володар Кубка німецької ліги (1):

«Гамбург»: 2003
- Володар Кубка Інтертото (1):

«Гамбург»: 2005
Збірні
- Юнацький (U-16) кубок Азії: 1994
- Чемпіон Азії: 2000

- Особисті:
- У символічній збірній Джей-ліги: 2002
- Найкращий бомбардир Чемпіонату Японії: 2002
- Найкращий бомбардир Кубка Азії: 2007